# قرة ملهم
قرة ملهم هي قرية في مقاطعة مشكين شهر، إيران. عدد سكان هذه القرية هو 24 في سنة 2006.